# Jean-Marie Smolders
Jean-Marie (John) Smolders (Genk, 1966) is een voormalige Belgisch voetballer.

## Biografie
Smolders werd geboren in Genk en groeide op in de wijk Boxbergheide. Hij speelde in de jeugdselectie van KFC Winterslag en was een jeugdvriend van Luc Nilis, die een jaar jonger dan hem was. Beiden maakten hun debuut voor Winterslag, maar het contact verwaterde toen Nilis naar RSC Anderlecht vertrok. Smolders verliet Winterslag uiteindelijk voor het snel opkomende FC Assent, waar hij tot 1988 speelde. In de zomer van 1988 stapte hij over naar Racing Mechelen, waarmee hij uitkwam in de eerste klasse. In het seizoen 1989-1990 verhuurde Racing Mechelen hem aan de fusieclub KRC Genk. Hierna speelde hij nog voor KFC Tielen.
In 2002 speelde hij op verzoek mee in de afscheidswedstrijd van Luc Nilis, die gespeeld werd tussen een gelegenheidsteam van KRC Genk en PSV.